# RaptorGamer
Ari Gonzalo Coronel Vera (Salinas, Santa Elena, 20 de abril de 2000) más conocido como RaptorGamer, es un youtuber ecuatoriano de gameplay, más específicamente de Minecraft y roleplay.
Forma parte del grupo de youtubers “Compas”, y forma parte siendo el fundador del grupo del “Team Japón” junto con Sparta356 y Mikecrack.

## Biografía

### Primeros años
Ari Gonzalo Coronel Vera nació el 20 de abril de 2000, en Salinas, Provincia de Santa Elena, Ecuador. Su padre le regaló una CPU a la edad de 6 años, para que entendiera su funcionamiento.
En su etapa de niñez y adolescencia, estuvo a cargo de una niñera que lo reprendía repetidamente alegando que se portaba mal o cometía alguna travesura. Ari siempre intentó hacer las cosas bien para evitar esas reprimendas; y para escapar de esos malos ratos terminó por refugiarse en YouTube, donde descubrió varios personajes, pensando que él también podría ser uno de ellos. Fue así como en 2013, cuando tenía 13 años de edad, creó un canal de YouTube llamado “Raptor Dorado”, nombre que escogió porque desde muy pequeño ha tenido gusto por los dinosaurios, siendo el velociraptor su dinosaurio favorito e incluso llegando a considerarlo como un héroe. Empezó a crear vídeos cómicos como pasatiempo, con el cual obtuvo en tres años alrededor de 5000 suscriptores hasta el día en que YouTube se lo cerró por infringir las normas de copyright. Ese mismo día estudió las normas que debía respetar y creó el canal “RaptorGamer24” que posteriormente cambió a "RaptorGamer" hoy en día ya ha sobrepasado los 13 millones de suscriptores.

### Carrera
El nuevo canal, el cual nombró “RaptorGamer”, fue creado el 16 de julio de 2016, con el que se dedica al gameplay y al roleplay, lo que quiere decir que comenta y actúa mientras retransmite un videojuego, normalmente títulos como Fortnite, Gang Beasts, Roblox, o Minecraft, GTA con el que tiene una serie llamada Los compas. Para realizar estos vídeos, toma alrededor de 8 horas de trabajo, donde prepara un guion y luego de grabar sus partidas, edita los vídeos, los cuales realiza junto a un equipo de colaboradores, entre los cuales se encuentran seis españoles y un mexicano. Ha colaborado con youtubers como ElTrollino, Timba Vk, Mikecrack y Sparta356 

Cuando empezó a estudiar el semestre de Ingeniería en Tecnologías de la información en eldTICS, dormía muy pocas horas, ya que su rutina diaria consistía en grabar con sus amigos españoles desde las 2:00 hora Ecuador, siendo 9:00 hora España, para luego terminar a las 7:00 e ir a la universidad, hasta las 16:00 que regresaba a casa para realizar las tareas hasta las 19:00 y finalmente editar los 8 vídeos que grababa a diario con sus amigos hasta las 00:00 para luego dormir las horas restantes. Todo este esfuerzo duró seis meses, hasta que Ari decidió dejar la universidad para dedicarse a YouTube. Lo habló con su madre, quien al inicio no estuvo de acuerdo, pero terminó por apoyarlo, al igual que su padre y sus dos hermanos, dedicándose de lleno a YouTube, con el cual trabaja alrededor de 12 horas diarias. Sin embargo Ari ha manifestado que dejar la universidad no quiere decir que debas dejar de aprender, por lo que acostumbra leer las biografías de personajes como Steve Jobs, libros de economía, y de historias de empresas como Google y McDonald's.
Para octubre de 2020 ya contaba con más de 6,9 millones de suscriptores, convirtiéndose hasta ese momento en el cuarto youtuber ecuatoriano con más suscriptores después de Enchufe.tv Soy Suco y doctops colaborando con grandes marcas como Epic Games de Fortnite, Amazon y Gearbest una empresa china de ventas en línea. Ha sido parte de eventos internacionales junto al Club Media Fest, en países como Argentina, Colombia, Paraguay y Perú, además fue parte de Influencers Pro Tour en la Ciudad de México y en el año 2023 el mes de septiembre  obtuvo 14 millones en YouTube.

### Televisión
Fue parte de la serie de Nickelodeon Club 57 la cual se grabó en los estudios de Miami, Estados Unidos, junto a Juan Pablo Jaramillo, Kevsho, Cauê Bueno, Los Rulés, Keff Guzmán, La Pereztroica, Evaluna Montaner, Riccardo Frascari e Isabella Castillo. También actuó para la serie Noobees en Colombia.